# Leuenbergeria aureiflora
Leuenbergeria aureiflora ist eine Pflanzenart in der Gattung Leuenbergeria aus der Familie der Kakteengewächse (Cactaceae). Das Artepitheton aureiflora leitet sich von den lateinischen Worten aureus für ‚gelb‘ sowie -florus für ‚-blütig‘ ab. Portugiesische Trivialnamen sind „Facho“ und „Ora Pro Nobis de Mata“.

## Beschreibung
Leuenbergeria aureiflora wächst baumförmig bis strauchig mit aufrechten bis überhängenden, Zweigen und Stämmen von bis 20 Zentimetern Durchmesser. Sie erreicht Wuchshöhen von bis 6 Metern. Die unterschiedlichen großen und geformten Laubblätter sind gestielt, verkehrt eiförmig bis elliptisch. Die Blattspreite ist bis 11 Zentimeter lang und 2 bis 3 Zentimeter breit. Die fiederigen Blattadern weisen 3 bis 7 Seitenverzweigungen auf. Die Mittelrippe steht an der Unterseite hervor. Die bis zu 3 Dornen an den Areolen der Zweige, die auch fehlen können, sind 1 bis 3 Zentimeter lang. Aus den Areolen der Haupttriebe entspringen bis zu 35, bis 1 bis 3 Zentimeter lange Dornen.
Die gelben, einzelnen, endständigen Blüten sind deutlich gestielt und erreichen Durchmesser von 4 Zentimetern. Ihre Blütenhüllblätter sind ausgebreitet bis zurückgebogen. Die kugelförmigen Früchte sind bei Reife rötlich grün bis bräunlich und weisen Durchmesser von 1 bis 2 Zentimetern auf.

## Verbreitung, Systematik und Gefährdung
Leuenbergeria aureiflora ist in den brasilianischen Bundesstaaten Minas Gerais und Bahia in Höhenlagen von 170 bis 920 Metern verbreitet.
Die Erstbeschreibung erfolgte 1979 durch Friedrich Ritter. Joël Lodé stellte die Art 2012 in die von ihm neu aufgestellte Gattung Leuenbergeria.
Leuenbergeria aureiflora wurde in der Roten Liste gefährdeter Arten der IUCN von 2002 als „Vulnerable (VU)“, d. h. gefährdet eingestuft. Nach der Überarbeitung der Liste 2013 wird die Art als „Endangered (EN)“, d. h. als stark gefährdet geführt.

## Nachweise